# Преступление агрессии
Преступле́ние агре́ссии или преступле́ние пр́отив м́ира  —  планирование, инициирование или осуществление крупномасштабного акта агрессии с использованием военной силы государства.

## Определение
Римский статут содержит исчерпывающий перечень актов агрессии, которые могут повлечь за собой индивидуальную уголовную ответственность, включая вторжение, оккупацию, аннексию с применением силы, бомбардировку и военную блокаду портов. Эти деяния пересекаются с понятием военной агрессии. Преступная агрессия, как правило, вменяется лицам, имеющим право формировать политику государства, а не тем, кто её проводит. Философской основой преступной агрессии является теория справедливой войны, согласно которой война, ведущаяся за территориальное расширение, несправедлива.

## История
В 1928 году почти все страны мира присоединились к пакту Бриана — Келлога, впервые объявившему войну вне закона и запрещающему государствам использовать войну «в качестве инструмента национальной политики». Преступление агрессии было сформулировано советским юристом Ароном Трайниным после вторжения Германии в Советский Союз во время Второй мировой войны. Устав Международного военного трибунала предусматривал уголовную ответственность за ведение агрессивной войны, что стало основным предметом рассмотрения Нюрнбергского процесса. После Второй мировой войны руководителей стран «Оси» судили за агрессию в Финляндии, Польше и Китае на последующих Нюрнбергских процессах и Токийском процессе.  Ни до, ни после этого никто к ответственности за агрессию не привлекался.

## Правовой аспект
Общепризнано, что преступление агрессии существует в международном обычном праве. Определения и условия осуществления юрисдикции Международного уголовного суда в отношении этого преступления были приняты странами — участниками суда в 2010 году на Кампальской обзорной конференции. Агрессия признана уголовным преступлением в соответствии со статутным законодательством некоторых стран и может преследоваться по суду в соответствии с универсальной юрисдикцией.
Агрессия является одним из основных преступлений в международном уголовном праве наряду с геноцидом, преступлениями против человечности и военными преступлениями. В 1946 году Международный военный трибунал постановил, что агрессия является «высшим международным преступлением», поскольку «она содержит в себе накопленное зло [всех остальных преступлений]». Стандартная точка зрения состоит в том, что агрессия является преступлением против государства, подвергшегося нападению, но её также можно рассматривать как преступление против лиц, которые были убиты или пострадали в результате войны.

## Российская Федерация
В России преступления против мира и безопасности закреплены в разделе XII (гл. 34) Уголовного кодекса РФ и представляют собой самостоятельный институт уголовного права. Ст. 353 Уголовного кодекса РФ относит к преступлениям против мира планирование, подготовку, развязывание или ведение агрессивной войны. К преступлениям против человечества относятся убийства, истребление, порабощение, ссылка и другие действия, совершённые в отношении гражданского населения до или во время войны, или преследования по политическим, расовым или религиозным мотивам с целью осуществления преступления.
Юридическим источником норм об ответственности за такие преступления являются нормы международного права, содержащиеся в международных нормативно-правовых актах (уставах, конвенциях, протоколах, соглашениях, договорах и др.) о преступлениях международного характера.
Существует мнение, что статья о ведении агрессивной войны сформулирована в УК РФ рамочно и оставляет без внимания многие нарушения международного гуманитарного права. Правозащитники отмечают, что военные преступления в российском УК остались не криминализированы.
Объектом посягательства данной категории преступлений являются общественные отношения, которые обеспечивают международный мир, безопасность человечества и мирное сосуществование государств.
Объективная сторона данных преступлений почти всегда выражается в наличии деяния как единственного обязательного признака. Составы таких преступлений, кроме геноцида и экоцида, являются формальными, иначе говоря, не требуется наступления последствий, чтобы привлечь виновное лицо к ответственности.
Субъектом является лицо, достигшее 16 лет, за исключением наемничества, совершенного в отношении несовершеннолетнего, когда возраст лица повышается до 18 лет.
Субъективную сторону данных преступлений выражает вина в форме прямого умысла.